# Lennart Jonasson
Lennart Alf Rune Jonasson, född 1 april 1927 i Huskvarna, död 6 november 2006 i Färingsö, Ekerö kommun är en svensk målare, tecknare och skulptör.
Lennart Jonasson var lärare på Konstfack från 1955.

## Offentliga verk i urval

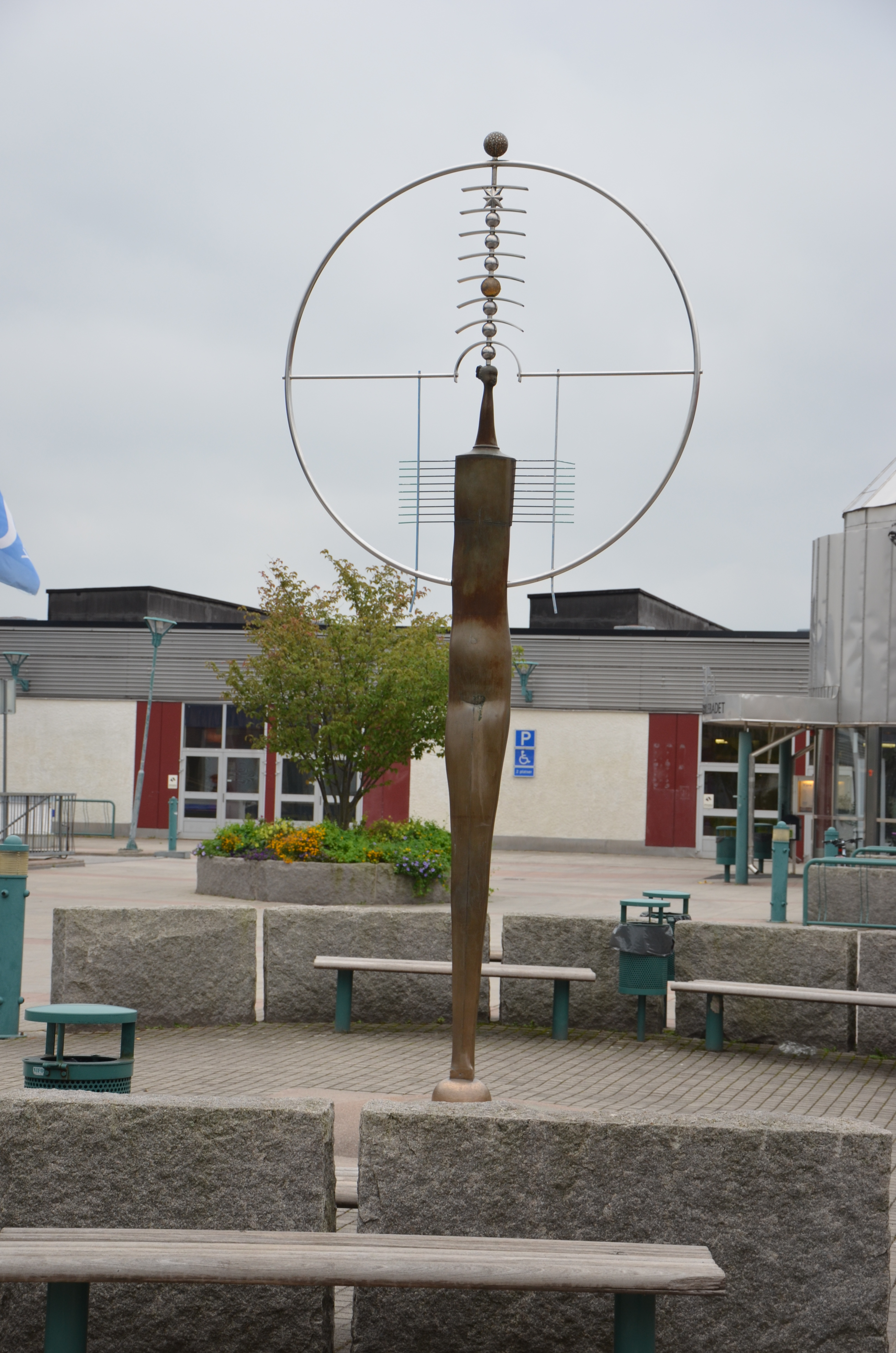
Beatrice vid Tibble kyrka i Täby centrum

- Nyodlaren, relief, 1950-talet, vid huvudtrappan i Nordiska Kompaniets varuhusbyggnad[förtydliga]
- Åanäcken, gjutjärn, 1961, Stampzaplan, Huskvarna
- Reaktion 68, granit, 1973, Gullmarsplan i Johanneshov i Stockholm
- Beatrice, brons och stål, utanför Tibble kyrka mot Täby sportcentrum, i Täby centrum
- Joy, Östersund
- bronsmedaljong, Patent- och registreringsverkets Andréepris